# Remismundo
Remismundo (? - 469) fue rey de los suevos de Gallaecia desde 459 hasta 469.

## Biografía
Accedió al trono tras la muerte de su padre, el rey Maldras. Destronado por Frumario, luchó contra este y contra Requimundo hasta 463, año en el que recuperó su corona. Se casó con una visigoda y pasó a ser hijo de armas de Teodorico II. Se convirtió al arrianismo en 465. En 467, tras el asesinato de Teodorico II a manos de su hermano Eurico, saqueó Conímbriga. Ocupó Lisboa en 468, dominando así Coímbra y Egitania. Tras su muerte comienza en el reino suevo un período oscuro del que apenas hay datos fiables.
Según Isidoro de Sevilla, Remismundo era hijo de Maldras. Su carrera empezó como embajador entre Galicia y Galia, viaje que realizó varias veces. Después de un interregno de unos cuatro años (460-464), durante el que los suevos que habían reconocido a Maldras como rey siguieron a Frumario, y los que habían reconocido a Frantán, siguieron a Requimundo, mientras ambos luchaban por el trono, Remismundo volvió de una de sus embajadas, logrando ser reconocido como rey del reino suevo unificado. Esto ocurrió tras la muerte de Frumario, aunque los estudiosos no están seguros.